# 张邈
张邈（？—195年），字孟卓，兗州东平郡寿张县（今山东東平）人，东汉末期政治人物。

## 生平
“少以侠闻，振穷救急”，被称为“八厨”之一，与曹操、袁绍都有交往。臧洪称袁绍呼张邈为兄，故张邈很可能比袁绍年长。
董卓之乱时，为陈留太守，与袁绍等共同起兵讨董，在汴水为董卓击败后归附曹操。此前因为与袁绍有隙，又曾与吕布交往，袁绍几次叫曹操杀张邈，但曹操都未听从，跟张邈更为亲近。河内太守王匡在军队被董卓全歼后，重新招募军队，想和张邈结盟，为曹操所杀。曹操曾嘱托家人，如自己有不测，可投靠张邈。
兴平元年（公元194年），曹操带兵讨伐陶谦时，张邈与陈宫叛曹迎吕布为兗州牧。（关于张邈叛变的原因，一说是他害怕曹操终究会听袁绍而杀了他，一说是与陈宫对曹操因私仇而杀了名士边让不满。）
后吕布被曹操击败，张邈跟随吕布投奔刘备，全家及弟弟张超都被曹操杀于雍丘。张邈在向袁术借兵的路上，被部下所杀。但《獻帝春秋》有提及張邈曾與袁術商議稱尊號之事。

## 评价
- 郑泰：“张孟卓东平长者，坐不窥堂。”
- 徐众：“袁、曹方睦，夹辅王室，吕布反覆无义，志在逆乱，而邈、超擅立布为州牧，其於王法，乃一罪人也。”
- 陈寿《三国志》：“少以侠闻，振穷救急，倾家无爱，士多归之。”“昔汉光武谬于庞萌，近魏太祖亦蔽于张邈。知人则哲，唯帝难之，信矣！” （《三国志·卷七·魏书七·吕布张邈臧洪传第七》）
- 范晔《后汉书》：“度尚、张邈、王考、刘儒、胡母班、秦周、蕃向、王章为‘八厨’。厨者，言能以财救人者也。”（《后汉书·党锢列传》）

## 艺术形象

### 三国演义
张邈是讨伐董卓的第六镇诸侯。本来与曹操是好友，可是经陈宫劝说后，背叛曹操。劝吕布攻打兖州，与曹操多次交战后，失败后投奔袁术。并未交代其被杀。

### 影视
- 电视剧《曹操》（2014年）：葛子铭

## 延伸阅读
[在维基数据编辑]
 《三國志·卷07》，出自陳壽《三國志》